# Dansk Kunstnerråd
Dansk Kunstnerråd  (DKR) er en dansk paraplyorganisation, bestående af fagforeninger og interesseorganisationer, der organiserer kunstnere, kulturskabere og indholdsproducenter på tværs af kunstarterne. Per september 2024 har Dansk Kunstnerråd 23 medlemsorganisationer.
Dansk Kunstnerråds forperson siden maj 2024 er Søren Bang Jensen. Han er indstillet af Dansk Skuespillerforbund, hvor han er bestyrelsesmedlem. 
Dansk Kunstnerråds næstforperson er siden 2023 Lisbeth Tolstrup.Hun er indstillet af Kvindelige Kunstneres Samfund, hvor hun er bestyrelsesmedlem.
Dansk Kunstnerråds sekretariatschef 2024 er Anne-Mette Wehmüller. Hun afløste i 2016 Elisabeth Diedrichs, der var sekretariatschef for Dansk Kunstnerråd 1996-2016. 

## Historie
Dansk Kunstnerråd blev oprettet i 1971 som en fælles interesseorganisation for 18 kulturorganisationer inden for forskellige kunstarter. Den første formand var Hans Jørgen Lembourn som dengang også var formand for Dansk Forfatterforening.

### Formænd gennem tiden
Følgende personer har været formand for Dansk Kunstnerråd:
| År         | Navn                   | Indstillet af             |
| ---------- | ---------------------- | ------------------------- |
| 1980-      | Hans Jørgen Lembourn   | Dansk Forfatterforening   |
| 1991-      | Kjeld Løfting          | Dansk Skuespillerforbund  |
| 2000       | Henrik Petersen        | Dansk Skuespillerforbund  |
| 2015       | Bjarne Werner Sørensen | Billedkunstnernes Forbund |
| 2016 -2022 | Jørgen Thorup          | Danske Populærautorer     |
| 2022-2024  | Nis Rømer              | Billedkunstnernes Forbund |